# Tristachya lualabaensis
Tristachya lualabaensis là một loài thực vật có hoa trong họ Hòa thảo. Loài này được (De Wild.) J.B.Phipps miêu tả khoa học đầu tiên năm 1964.